# Hierodula modesta
Hierodula modesta är en bönsyrseart som beskrevs av Brunner v.W. 1898. Hierodula modesta ingår i släktet Hierodula och familjen Mantidae.

## Underarter
Arten delas in i följande underarter:
- H. m. dentata
- H. m. modesta